# 1908 en cyclisme
| Années du cyclisme : 1905 - 1906 - 1907 - 1908 - 1909 - 1910 - 1911    |
| Décennies du cyclisme : 1870 - 1880 - 1890 - 1900 - 1910 - 1920 - 1930 |

Les faits marquants de l'année 1908 en cyclisme.

## Par mois

### Avril
- 5 avril : le Belge Cyrille Van Hauwaert gagne le Milan-San Remo.
- 19 avril : le Belge Cyrille Van Hauwaert gagne le Paris-Roubaix.

### Mai
3 mai : le Français Gustave Garrigou conserve son titre de champion de France sur route.
17 mai : le Français Louis Trousselier gagne Bordeaux-Paris.

### Juin
7 juin : le Français Lucien Petit Breton gagne la première édition du tour de Belgique.
14 juin : le Français Lucien Petit Breton gagne Paris-Bruxelles.
28 juin : l'Italien Giovanni Gerbi gagne le Tour du Piémont pour la troisième année d'affilée. l'épreuve ne sera pas disputée en 1909 et reprendra en 1910.

### Juillet
- 5 juillet : l'Espagnol Vicente Blanco devient champion d'Espagne sur route.
- 5 juillet : le Suisse Henri Rheinwald devient champion de Suisse sur route.
- 13 au 18 juillet : épreuves de cyclisme des Jeux olympiques à Londres.
- 13 juillet : départ du sixième Tour de France le Français Georges Passerieu gagne la 1re étape Paris-Roubaix avec 5 minutes d'avance sur son compatriote Lucien Petit Breton. Il prend la tête du classement général. Le Français Hippolyte Aucouturier se fait écraser une roue à Saint-Gratien, il doit revenir à Paris pour réparer. Il arrive à Roubaix 2 heures seulement après Passerieu.
- 15 juillet : le Français Lucien Petit-Breton gagne la 2e étape du Tour de France Roubaix-Metz au sprint devant son compatriote Georges Passerieu. L'Italien Luigi Ganna est 3e à 1 minute. Petit-Breton prend la tête du classement général avec 3 pts à égalité avec Passerieu, Ganna est 3e avec 7 pts. Durant l'étape précédente le Français Louis Trousselier avait fendu son cadre à Arras et s'est présenté au départ de Roubaix avec un vélo non poinçonné, il est mis hors course. Epuisé par sa course poursuite de la 1re étape le Français Hippolyte Aucouturier abandonne.
- 17 juillet : le Luxembourgeois François Faber gagne la 3e étape du Tour de France Metz-Belfort au sprint devant les Français Lucien Petit-Breton et Gustave Garrigou les 3 hommes se sont échappés dans l'ascension du ballon d'alsace . Au classement général Petit-Breton compte 5 pts, son plus proche concurrent l'Italien Luigi Ganna compte 20 pts
- 19 juillet : le Luxembourgeois François Faber gagne la 4e étape du Tour de France Belfort-Lyon une nouvelle fois au sprint devant les Français Gustave Garrigou et Lucien Petit-Breton. Ce dernier avec 8 pts renforce sa place de leader puisque son second, qui est à présent Garrigou, possède 26 pts, l'Italien Luigi Ganna rétrograde à la 3e place avec 27 pts.
- 19 juillet : le Belge Adrien Kranskens gagne le Grand prix de l'Escault.
- 21 juillet : le Français Georges Passerieu gagne la 5e étape du Tour de France Lyon-Grenoble qui traverse le massif de la Chartreuse. Il devance à l'arrivée le Luxembourgeois François Faber de 19 minutes et le Français Lucien Petit-Breton de 20 minutes. Petit-Breton à 11 pts au classement général, il est suivi par l'Italien Luigi Ganna 32 pts et son compatriote Gustave Garrigou 45 pts
- 23 juillet : le Français Jean Baptiste Dortignacq gagne la 6e étape du Tour de France Grenoble-Nice qui emprunte la côte de Laffrey et le col Bayard. Il règle au sprint dans l'ordre : les Français Georges Passerieu, Maurice Brocco et Lucien Petit-Breton. Bien sûr Petit-Breton reste en tête avec 15 pts en devançant son compatriote Passerieu et l'Italien Luigi Ganna qui sont 2e à égalité avec 47 pts.
- 25 juillet : le Français Lucien Petit-Breton gagne la 7e étape du Tour de France Nice-Nimes au sprint devant les Italiens Giovanni Gerbi, Luigi Ganna et son compatriote Marcel Godivier. Au classement général Petit-Breton avec 16 pts possède une avance confortable puisque son second l'Italien Giovanni Ganna avec 49 pts est à 33 pts, le nouveau 3e est le Français Gustave Garrigou avec 56 pts.
- 26 juillet au 2 août : championnats du monde de cyclisme sur piste à Berlin et Leipzig. Le Danois Thorvald Ellegard est champion du monde de vitesse professionnelle pour la cinquième fois. Le Britannique Thomas Johnson est champion du monde de vitesse amateur.
- 27 juillet : le Luxembourgeois François Faber gagne la 8e étape du Tour de France Nimes-Toulouse au cours d'un sprint à 8. Les Français Lucien Petit-Breton et Georges Passerieu sont 2e et 3e. Petit-Breton semble bien parti pour se succéder à lui même au palmares, il a 18 pts au classement général devant l'Italien Luigi Ganna 60 pts et le Français Gustave Garrigou 65 pts.
- 29 juillet : le Français Lucien Petit-Breton gagne la 9e étape du Tour de France Toulouse-Bayonne au sprint devant l'Italien Giovanni Rossignoli et les Français Gustave Garrigou et Henri Cornet. Au classement général il reste en tête avec 18 pts suivi par le Luxembourgeois François Faber 57 pts et Gustave Garrigou 58 pts. Le changement de comptage des points survient comme l'an dernier à mi-Tour de France. Les classements des étapes ne tiennent plus en compte les points acquis par ceux qui ont abandonné à ce jour. Par exemple vu qu'il y a 37 cyclistes à l'arrivée à Bayonne, le dernier et 106e de la première étape inscrit 37 pts au lieu de 106 pts.
- 31 juillet : le Français Georges Paulmier gagne la 10e étape du Tour de France Bayonne-Bordeaux au sprint devant son compatriote Georges Passerieu et le Luxembourgeois François Faber. Le Français Lucien Petit-Breton qui a crevé 2 fois a produit de gros efforts pour revenir 2 fois sur le peloton, il ne peut faire que 10e au sprint . Au classement géneral 1er Petit-Breton 28 pts, 2e Faber 60 pts, 3e Passerieu 61 pts.

### Août
- 2 août : le Français Lucien Petit-Breton gagne la 11e étape du Tour de France Bordeaux-Nantes, il devance à l'arrivée de 12 minutes son compatriote Georges Passerieu et le Luxembourgeois François Faber . Au classement général ces trois ne se quittent plus : 1er Petit-Breton 29 pts, 2e à égalité Passerieu et Faber 63 pts.
- 4 août : le Luxembourgeois François Faber gagne la 12e étape du Tour de France Nantes-Brest au sprint devant les Français Gustave Garrigou et Lucien Petit-Breton. Au classement général : 1er Petit-Breton 32 pts, 2e Faber 64 pts, 3e le Français Georges Passerieu 69 pts.
- 6 août : le Français Georges Passerieu gagne la 13e étape du Tour de France Brest-Caen au sprint devant le Luxembourgeois François Faber et le Français Lucien Petit-Breton. Au classement général 1er Petit-Breton, 2e Faber 66 pts, 3e Passerieu 70 pts.
- 9 août : le Français Lucien Petit-Breton remporte le Tour de France, qu'il a maitrisé de main de maitre, pour la deuxième année d'affilée. Il s'adjuge aussi la 14e et ultime étape Caen-Paris en battant au sprint son compagnon d' échappée le Luxembourgeois François Faber. Lucien Petit-Breton est la première vedette médiatique de l'Histoire du Tour, son vrai nom est Lucien Mazan .
- Au classement général :
- 1er Petit-Breton 36 pts : (2 + 1 + 2 + 3 + 3 + 3 + 1 + 2 + 1 + 10 + 1 + 3 + 3 + 1)
- 2eme Faber 68 pts (5 + 21 + 1 + 1 + 2 + 7 + 14 + 1 + 5 + 3 + 3 + 1 + 2 + 2)
- 3e Passerieu 75 pts (1 + 2 + 21 + 9 + 1 + 1 + 15 + 3 + 6 + 2 + 2 + 6 + 1 + 5)
- 23 août : le Belge François Verstraeten conserve son titre de champion de Belgique.
- 30 août : Liège-Bastogne-liège sort de son sommeil de 14 ans, le Français Louis Trousselier l'emporte.

### Septembre
17 septembre : le Belge Robert Wancourt gagne le Championnat des Flandres.
20 septembre : l'Italien Giovanni Gerbi gagne Rome-Naples-Rome pour la deuxième année d'affilée.
27 septembre : le Français Omer Beaugendre gagne Paris-Tours.

### Octobre
11 octobre : l'Italien Giovanni Cuniolo est champion d'Italie sur route pour la troisième année d'affilée.
18 octobre : l'Italien Giovanni Cuniolo gagne Milan-Modène.

### Novembre
- 8 novembre : le Luxembourgeois François Faber gagne le Tour de Lombardie.

## Principales naissances
- 17 février : Jacobus van Egmond, champion olympique de vitesse en 1932, champion du monde de vitesse amateur en 1933 († 9 janvier 1969).
- 9 mars : Francesco Camusso, cycliste italien, vainqueur du Tour d'Italie en 1931 († 23 juin 1995).
- 20 avril : Luciano Montero, cycliste espagnol, vice-champion du monde sur route en 1935 († août 1993).
- 17 mai : Antonio Pesenti, cycliste italien, vainqueur du Tour d'Italie en 1932 († 10 juin 1968).
- 7 juin : Raffaele Di Paco, cycliste italien, vainqueur de onze étapes du Tour de France († 21 mai 1996).
- 25 septembre : Roger Beaufrand, cycliste français, champion olympique de la vitesse en 1928 († 14 mars 2007).
- 17 décembre : Raymond Louviot, cycliste français, vainqueur du Grand Prix des Nations en 1933, champion de France sur route en 1934 († 14 mai 1969).